# Françoise Landowski-Caillet
Françoise Landowski-Caillet (Boulogne-Billancourt, 3 marzo 1917 – Vanves, 12 dicembre 2007) è stata una pianista e pittrice francese.

## Biografia
Nata a Boulogne-Billancourt, era figlia dello scultore di origine polacca Paul Landowski, noto per il suo contributo alla realizzazione del Cristo Redentore di Rio de Janeiro. Era anche pronipote del compositore Henri Vieuxtemps e sorella di diversi artisti, tra cui il compositore Marcel Landowski, la pittrice Nadine Landowski (1908–1943) e Jean-Maximilien Landowski (1911–1944), quest'ultimo deceduto in battaglia durante la Seconda Guerra Mondiale.
Nata nel 1917, trascorse parte della sua giovinezza in Italia negli anni '20, diplomadosi al liceo Francese di Roma, periodo in cui suo padre era direttore di Villa Medici. Dopo aver studiato con Marguerite Long, intraprese una carriera internazionale come pianista virtuosa, che proseguì fino agli anni '70. In seguito, insegnò pianoforte al Conservatorio di Saint-Denis e avviò una seconda carriera come pittrice.
Fu moglie di Gérard Caillet, scrittore francese autore di numerosi opuscoli per il fratello Marcel. Dal matrimonio nacquero due figlie: l'etnologa Laurence Caillet-Tchang, esperta di cultura giapponese, ed Elisabeth Caillet-Durieu, filosofa.
Negli anni '80, combinò le sue passioni artistiche creando mostre-concerto, dove eseguiva opere di compositori che avevano ispirato i dipinti presentati, in particolare quelli di Debussy, Ravel e Mussorgsky. Il suo repertorio includeva anche opere con una forte dimensione religiosa, come la Via Crucis realizzata nella chiesa di San Pietro a Brusc (a Six-Fours-les-Plages, Var) e, all'inizio degli anni 2000, la Via Crucis della chiesa di Lônes, sempre a Six-Fours-les-Plages. Durante la sua carriera fu anche insegnate presso l'accademia di belle arti di NIzza.
Morì nel 2007 a Boulogne-Billancourt, all'età di 90 anni.